# Episodi di For All Mankind (prima stagione)
La prima stagione della serie televisiva For All Mankind, composta da 10 episodi, è stata resa disponibile a livello internazionale dal 1º novembre al 20 dicembre 2019, sulla piattaforma Apple TV+.
| nº | Titolo originale      | Titolo italiano      | Pubblicazione    |
| -- | --------------------- | -------------------- | ---------------- |
| 1  | Red Moon              | Luna rossa           | 1º novembre 2019 |
| 2  | He Built the Saturn V | Costruì il Saturno V | 1º novembre 2019 |
| 3  | Nixon's Women         | Le donne di Nixon    | 1º novembre 2019 |
| 4  | Prime Crew            | Equipaggio primario  | 8 novembre 2019  |
| 5  | Into the Abyss        | Nell'abisso          | 15 novembre 2019 |
| 6  | Home Again            | Ritorno a casa       | 22 novembre 2019 |
| 7  | Hi Bob                | Ciao Bob             | 28 novembre 2019 |
| 8  | Rupture               | Lontano dalla vita   | 6 dicembre 2019  |
| 9  | Bent Bird             | Uccellino dormiente  | 13 dicembre 2019 |
| 10 | A City upon a Hill    | SOS                  | 20 dicembre 2019 |

## Luna rossa
- Titolo originale: Red Moon
- Diretto da: Seth Gordon
- Scritto da: Ronald D. Moore, Matt Wolpert e Ben Nedivi (storia); Ronald D. Moore (sceneggiatura)

### Trama
Il cosmonauta sovietico Alexei Leonov diventa il primo uomo sulla Luna nel giugno 1969, provocando una corsa alla NASA per uno sbarco sulla Luna americano. Mentre si sfoga in un bar con alcuni amici dopo lo sbarco, l'astronauta in addestramento Edward Baldwin ammette a un giornalista, mentre era ubriaco, che pensa che la NASA avrebbe potuto fare di più per mettere un americano sulla Luna per primo. Baldwin viene riassegnato da Wernher Von Braun dal servizio di volo dopo che i suoi commenti sono diventati pubblici. Un mese dopo, dopo che le tensioni sono aumentate, l'Apollo 11 atterra sorprendentemente sulla Luna e perde il contatto con la NASA, ma dopo più di quattro ore, Armstrong e Aldrin sopravvivono allo schianto e ristabiliscono il contatto. Dopo l'atterraggio di successo, Baldwin spera di essere ristabilito come astronauta sull'Apollo 15 e la famiglia di Gordo guarda anche il lancio a una festa. Nel frattempo, una famiglia messicana che ascolta il lancio su una radio fugge dal proprio Paese e attraversa il confine con gli Stati Uniti.

## Costruì il Saturno V
- Titolo originale: He Built the Saturn V
- Diretto da: Seth Gordon
- Scritto da: Matt Wolpert e Ben Nedivi

### Trama
L'equipaggio dell'Apollo 11 torna con successo dalla Luna. Il direttore Wernher von Braun si oppone alla direttiva del presidente Nixon di costruire una base militare sulla Luna. Il rappresentante Sandman dice a Baldwin che se critica pubblicamente von Braun per l'aborto dell'atterraggio dell'Apollo 10, Nixon lo reintegrerà come astronauta attivo sull'Apollo 15. Invece, confondendo e facendo arrabbiare Sandman, Baldwin difende von Braun, ma gli uomini di Nixon usano il suo passato coinvolgimento con il regime nazista per rimuoverlo come vice amministratore associato per la pianificazione. Margo affronta von Braun sul suo passato e lui difende le sue scelte, con suo grande disappunto. Deke Slayton ripristina Baldwin come comandante dell'Apollo 15 anche se non ha fatto quello che voleva Sandman. Durante la missione Apollo 12, mentre il razzo si lancia, l'Unione Sovietica fa atterrare la prima donna sulla Luna, con grande shock di tutti coloro che controllano il volo.

## Le donne di Nixon
- Titolo originale: Nixon's Women
- Diretto da: Allen Coulter
- Scritto da: Nichole Beattie

### Trama
Deke Slayton deve reclutare astronaute donne dopo che l'Unione Sovietica ha fatto atterrare una donna, Anastasia Belikova, sulla Luna. Un processo di eliminazione vaglia il campo iniziale di 20 "candidate astronaute" (informalmente "ASCAN") a soli cinque, tra cui Tracy Stevens (moglie di Gordo Stevens dell'Apollo 15), due delle ultime di Mercury 13 (Molly Cobb e Patty Doyle), una donna di colore di nome Danielle Poole, che lavora come computer della NASA (il termine usato per gli esseri umani che hanno eseguito calcoli) e una donna di nome Ellen Waverly. Le sonde della NASA trovano l'acqua sulla luna, evidenziando un punto in cui collocare la base lunare americana. Durante una sessione di allenamento, in un'escursione di 20 miglia, Tracy assiste Ellen ferita e la aiuta a raggiungere il traguardo con il rischio di non completarlo pure lei. Mentre guida fuori città, Gordo vede del fumo e, temendo per la moglie, torna di corsa alla base della NASA, dove trova il modulo lunare di allenamento in fiamme. Lì, però, incontra Tracy, che gli rivela che Patty Doyle è morta.

## Equipaggio primario
- Titolo originale: Prime Crew
- Diretto da: Allen Coulter
- Scritto da: Naren Shankar

### Trama
Dopo che gli scienziati della NASA hanno scoperto che potrebbero esserci delle chiazze di ghiaccio sulla Luna, che avevano il potenziale per essere trasformate in carburante per missili, una missione sovietica va male e si schianta sulla Luna, uccidendo un cosmonauta. Sembra che l'equipaggiamento in loro possesso servisse a stabilire una base lunare vicino alla fonte del ghiaccio. Questo spinge la NASA ad accelerare ancora di più la loro base lunare. Si dice che le elezioni presidenziali siano imminenti e Ted Kennedy è il front runner del Partito Democratico. La guerra del Vietnam finisce. Deke Slayton apporta un cambiamento all'equipaggio dell'Apollo 15, sostituendo Gordo Stevens con Molly Cobb. Stevens si chiede cosa abbia fatto di sbagliato e confessa a Tracy, ma vuole comunque celebrare i suoi successi. Durante l'addestramento per il lancio dell'Apollo 15, Molly è infastidita dal sessismo di Ed e dell'altro membro dell'equipaggio ed Ed disapprova le sue vanterie. Sebbene abbia dei dubbi, Molly si comporta perfettamente al lancio che procede senza intoppi.

## Nell'abisso
- Titolo originale: Into the Abyss
- Diretto da: Sergio Mimica-Gezzan
- Scritto da: David Weddle e Bradley Thompson

### Trama
L'equipaggio dell'Apollo 15 corre un rischio significativo, cambiando il sito di atterraggio per atterrare vicino al cratere Shackleton, un luogo promettente per trovare l'acqua che sarebbe essenziale per qualsiasi sforzo di colonizzazione lunare. Tuttavia, dopo due giorni passati a avventurarsi sulla superficie della Luna e non trovare nulla, Molly si offre volontaria per calarsi in un grande cratere tre volte le dimensioni del Grand Canyon. Trovano il ghiaccio e tornano a casa trionfanti. Il marito di Danielle ritorna dai combattimenti in Vietnam, e hanno una discussione con Gordo Stevens, finendo con Danielle che avverte Gordo di stare lontano, ricordandogli che voleva solo che suo marito facesse un buon pranzo. Dopo i primi litigi e dubbi, il marito di Karen e Molly, Wayne, si rivelano reciprocamente le loro paure. L'episodio termina con lo sbarco di Jamestown due anni dopo, il 12 ottobre 1973, per diventare la prima base lunare della NASA.

## Ritorno a casa
- Titolo originale: Home Again
- Diretto da: Sergio Mimica-Gezzan
- Scritto da: Stephanie Shannon

### Trama
Il 24 agosto 1974 la base di Jamestown ha tre persone: Edward Baldwin, Gordo Stevens e Danielle Poole. L'Equal Rights Act viene ratificato come emendamento alla Costituzione a seguito della campagna elettorale del presidente Ted Kennedy. L'Apollo 23 esplode sulla rampa di lancio, uccidendo 11 membri dell'equipaggio di terra e Gene Kranz, il nuovo direttore del Johnson Space Center. Sessanta giorni dopo l'URSS annuncia l'istituzione di una base lunare sovietica chiamata Zvezda, situata a 13 chilometri dalla base di Jamestown. Margo nota che Aleida sta facendo i compiti di matematica. L'indagine dell'FBI sull'Apollo 23 inizia a concentrarsi sull'omosessualità di Ellen. Margo ricatta la NASA per farla diventare un direttore di volo. Richard Nixon viene graziato per lo scandalo Watergate dal neoeletto presidente Ted Kennedy. Gordo vede alcune luci rosse lampeggianti inspiegabili vicino alla base di Jamestown.

## Ciao Bob
- Titolo originale: Hi Bob
- Diretto da: Meera Menon
- Scritto da: Ronald D. Moore

### Trama
La NASA ha sostituito il componente che ha causato l'incidente dell'Apollo 23, ma la missione di soccorso dell'Apollo 24 è continuamente ritardata per diversi motivi che coinvolgono gli errori di produzione e di fabbricazione del Saturno V. Ciò causa problemi di salute mentale a Gordo. Ed alla fine decide che Gordo dovrebbe essere evacuato sulla Terra con Danielle, sapendo che a Gordo sarebbe stato impedito di volare di nuovo. Danielle si rompe deliberatamente il braccio, fornendo una scusa a Gordo per riportarla sulla Terra senza rivelare i suoi problemi psicologici. Il marito di Danielle non riesce a trovare un lavoro. Dopo duri interrogatori da parte dell'FBI, Ellen e Larry scelgono di sposarsi per evitare un potenziale scandalo sessuale, anche se Pam, l'amante di Ellen e barista, le dice il loro rapporto finirebbe se accettasse la proposta. Il figlio di Ed, Shane è nei guai a scuola e Karen è dura con lui come punizione. Shane sgattaiola fuori in bici dopo essere stato messo a in punizione ma viene investito da un'auto.

## Lontano dalla vita
- Titolo originale: Rupture
- Diretto da: Meera Menon
- Scritto da: Nichole Beattie

### Trama
Tornato sulla Terra, Gordo sta vedendo uno psichiatra, all'insaputa della NASA, e Danielle teme che le sue ambizioni di rivelare pubblicamente che Danielle le ha rotto un braccio per lui la farà mettere a terra dai funzionari. L'incidente di Shane Baldwin lo lascia in morte cerebrale, con un trauma cranico da cui non può riprendersi. Karen tiene freneticamente speranza, ma dopo che lo scienziato della NASA Weddler la informa che Shane è al di là di ogni speranza, lei gli toglie il respiratore. Karen decide che Ed non dovrebbe sapere dell'incidente di Shane. A Ed viene detto di spiare la base sovietica, e poi scopre che una telecamera sovietica lo ha registrato mentre lavorava all'interno del cratere. I sovietici inviano a Ed un messaggio di condoglianze, confondendolo, finché Karen non rivela che Shane è morto. Ed distrugge la telecamera sovietica. Ad Aleida viene assegnata una borsa di studio per matematica e fisica, ma quando sceglie di non accettare per non lasciare i suoi amici e il nuovo fidanzato, Octavio si arrabbia.

## Uccellino dormiente
- Titolo originale: Bent Bird
- Diretto da: John Dahl
- Scritto da: David Weddle e Bradley Thompson

### Trama
Karen lotta per affrontare la morte di Shane, ma trova conforto con Wayne. L'Apollo 24 ha un guasto tecnico mentre è in orbita, quindi non può transitare sulla Luna. L'Apollo 25 (con Dennis, Tracy e Molly) si lancia rapidamente per riparare l'Apollo 24, ma subito dopo che le riparazioni sono terminate, quando eseguono un autotest, i motori dell'Apollo 24 si accendono prematuramente e uccidono l'astronauta Harrison Liu mentre lascia Molly alla deriva. Sull'Apollo 24, Ellen viene messa fuori combattimento e lo stato di Deke è sconosciuto poiché era legato all'esterno alla navicella. Molly viene salvata, ma l'incidente si traduce in un cambio di traiettoria che farà sì che l'Apollo 24 manchi la Luna e voli nello spazio profondo. Le tensioni aumentano tra gli esploratori lunari rivali e i sovietici indagano sulla miniera lunare degli Stati Uniti. Octavio viene scoperto come un immigrato illegale e viene arrestato dalle autorità. Più tardi, senza abbastanza ossigeno per tornare alla sua base, un cosmonauta chiede aiuto a Jamestown. Ed lo invita a entrare, ma depressurizza la camera di equilibrio.

## SOS
- Titolo originale: A City upon a Hill
- Diretto da: John Dahl
- Scritto da: Matt Wolpert e Ben Nedivi

### Trama
L'S-IVB dell'Apollo 24 brucia fino all'esaurimento mandando la navicella fuori rotta. Ed interroga il cosmonauta. La NASA continua a tentare di riprendere il contatto con l'Apollo 24. Ellen e Deke eseguono una accensione usando il motore del modulo di servizio per correggere la loro rotta, ma le loro scorte di carburante sono esaurite prima che la correzione della rotta sia completa. Ed lancia il Lunar Surface Access Module (LSAM) con l'aiuto del cosmonauta per eseguire un salvataggio dell'Apollo 24 e catturare il veicolo spaziale nell'orbita lunare. Sfortunatamente, la navicella sta rotolando, rendendo quasi impossibile l'attracco per Ed. Invece di attraccare, Ellen suggerisce a Ed di lanciare la capsula del carburante all'Apollo 24. All'inizio Ellen la manca ma poi si lancia verso di essa, catturandola. Deke muore per emorragia interna mentre la missione di salvataggio è completata. Ellen rimane da sola a presidiare Jamestown. In una scena post-crediti, nel 1983, Ed e Karen discutono di una copertura in diretta dall'Oceano Pacifico meridionale che mostra il lancio dal mare di un razzo estremamente grande simile al Sea Dragon che trasporta un carico utile contenente plutonio per l'espansione della colonia di Jamestown.